# Hong Kong Stock Exchange
Die Stock Exchange of Hong Kong, kurz SEHK (chinesisch 香港聯合交易所 / 香港联合交易所, kurz 香港聯交所 / 香港联交所) ist die Hongkonger Aktienbörse. Zusammen mit der Hong Kong Futures Exchange und der London Metal Exchange gehört sie zur Hong Kong Exchanges and Clearing Limited (HKEX).
Die SEHK ist neben der Börse Schanghai und der Börse Shenzhen eine der drei Aktienbörsen Chinas. Wegen ihres etablierten Zugangs zum internationalen Kapitalmarkt wird sie auch von Unternehmen des chinesischen Festlands genutzt, die hier in Form so genannter H-Aktien gehandelt werden.
Bezogen auf die Marktkapitalisierung rangiert die SEHK mit gut 16 Billionen HK$ (2,1 Billionen US$) nach der Tokioter und der Schanghaier Börse an dritter Stelle in Asien und an siebter Stelle in der Welt. Die Marktkapitalisierung aller an der Börse gelisteten Unternehmen stieg bis August 2017 auf 3.964 Milliarden US-Dollar.

## Indizes
Wichtige Indizes an der Hongkonger Börse sind der Hang Seng Index und der Hang Seng China Enterprises Index. Für Unternehmen mittlerer Größe wird von der Firma Hang Seng Investment Management der Hang Seng MidCap Index angeboten.